# Asplenium azoricum
La falguereta de les Açores (Asplenium azoricum) és una espècie de falguera de la família Aspleniaceae, endèmica de les Illes Açores.

## Descripció
És una falguera d'origen híbrid de la família Aspleniaceae, descendent de l'ancestral falguera macaronèsica Asplenium anceps. Viu exclusivament a les Illes Açores, lo que vol dir que és un endemisme açorià estricte. Les seves frondes són coriàcies com de plàstic i el raquis és molt gruixat, de color granat obscur i brillant. Una característica típica d'aquesta falguera, que comparteix amb tots els descendents de l'Asplenium anceps, és l'existència d'una petita aurícula a la base de les pinnes mitjanes i inferiors dirigida cap a l'àpex de la làmina amb un o dos sorus al seu revers.

## Hàbitat
Viu entre les pedres de les parets de les marjades i dins les encletxes de roques volcàniques orientades cap al nord i nord-oest. Depenent del grau d'exposició al sol, el seu fenotip canvia molt, fent-se més coriaci com més llum solar rep.

## Distribució
Viu a les nou illes de l'arxipèlag de les Açores d'on és endèmica.

## Híbrids
- Asplenium azomanes (Asplenium trichomanes ssp. coriaceifolium): híbrid alotetraploide per encreuament entre A. azoricum i A. trichomanes.